# Збірна Угорщини з хокею із шайбою
Збірна Угорщини з хокею із шайбою — національна команда Угорщини, що представляє країну на міжнародних змаганнях з хокею із шайбою. Командою опікується Угорською хокейною федерацією.

## Результати

### Виступи на Олімпійських іграх
- 1920 — не брала участі
- 1924 — не брала участі
- 1928 — 11-те місце
- 1932 — не брала участі
- 1936 — 7-ме місце
- 1960 — не брала участі
- 1964 — 16-те місце
- 1968—2022 — не брала участі

### На чемпіонатах світу
- 1930 — 6-те місце
- 1931 — 7-ме місце
- 1933 — 7-ме місце
- 1934 — 6-те місце
- 1935 — 11-е місце
- 1937 — 5-те місце
- 1938 — 7-ме місце
- 1939 — 7-ме місце
- 1959 — 2-ге місце Група B
- 1963 — 2-ге місце Група С
- 1964 — 8-ме місце Група B
- 1965 — 4-те місце Група B
- 1966 — 7-ме місце Група B
- 1967 — 8-ме місце Група B
- 1969 — 3-тє місце Група С
- 1970 — 3-тє місце Група С
- 1971 — 3-тє місце Група С
- 1972 — 3-тє місце Група С
- 1973 — 3-тє місце Група С
- 1974 — 4-те місце Група С
- 1975 — 4-те місце Група С
- 1976 — 2-ге місце Група С
- 1977 — 6-те місце Група B
- 1978 — 5-те місце Група B
- 1979 — 9-те місце Група B
- 1981 — 3-тє місце Група С
- 1982 — 5-те місце Група С
- 1983 — 2-ге місце Група С
- 1985 — 1-ше місце Група B
- 1986 — 6-те місце Група С
- 1989 — 4-те місце Група С
- 1987 — 5-те місце Група С
- 1990 — 7-ме місце Група С
- 1991 — 6-те місце Група С
- 1992 — 4-те місце Група С
- 1993 — 5-те місце Група С
- 1994 — 6-те місце Група С
- 1995 — 6-те місце Група С
- 1996 — 4-те місце Група С
- 1997 — 6-те місце Група С
- 1998 — 1-ше місце Група С
- 1999 — 8-ме місце Група B
- 2000 — 1-ше місце Група С
- 2001 — 4-те місце Дивізіон IA
- 2002 — 2-ге місце Дивізіон IB
- 2003 — 3-тє місце Дивізіон IA
- 2004 — 4-те місце Дивізіон IA
- 2005 — 3-тє місце Дивізіон IA
- 2006 — 4-те місце Дивізіон IA
- 2007 — 2-ге місце Дивізіон IB
- 2008 — 1-ше місце Дивізіон IB
- 2009 — 16-те місце
- 2010 — 2-ге місце Дивізіон IB
- 2011 — 2-ге місце Дивізіон IA
- 2012 — 3-тє місце Дивізіон IA
- 2013 — 3-тє місце Дивізіон IA
- 2014 — 5-те місце Дивізіон IA
- 2015 — 2-ге місце Дивізіон IA
- 2016 — 15-те місце
- 2017 — 5-те місце Дивізіон IA
- 2018 — 4-те місце Дивізіон IA
- 2019 — 5-те місце Дивізіон IA
- 2022 — 2-е місце Дивізіон IA
- 2023 — 15-те місце
- 2024 — 1-е місце Дивізіон IA
- 2025 — 14-е місце

## Склад команди
Склад гравців на чемпіонаті світу 2012 (дивізіон I):
Станом на 14 квітня 2012
| Воротарі | Воротарі       | Воротарі | Воротарі | Воротарі | Воротарі        | Воротарі      |
| #        | Гравець        | Хват     | Зріст    | Вага     | Дата народження | Команда       |
| -------- | -------------- | -------- | -------- | -------- | --------------- | ------------- |
| 1        | Крістіан Будаї | Л        | 182 см   | 92 кг    | 22 липня 1979   | ХК Мішкольц   |
| 29       | Бенце Баліж    | Л        | 188 см   | 84 кг    | 30 травня 1990  | Сапа Фехервар |

| Захисники | Захисники      | Захисники | Захисники | Захисники | Захисники         | Захисники      |
| #         | Гравець        | Хват      | Зріст     | Вага      | Дата народження   | Команда        |
| --------- | -------------- | --------- | --------- | --------- | ----------------- | -------------- |
| 3         | Петер Хетеньї  | Л         | 185 см    | 83 кг     | 27 січня 1991     | Сапа Фехервар  |
| 4         | Андраш Хорват  | П         | 188 см    | 99 кг     | 8 квітня 1976     | Сапа Фехервар  |
| 5         | Віктор Селіг C | Л         | 185 см    | 90 кг     | 22 вересня 1975   | ХК Бріансон    |
| 6         | Віктор Токаї А | П         | 181 см    | 85 кг     | 11 січня 1977     | Сапа Фехервар  |
| 8         | Адам Хедьї     | Л         | 180 см    | 83 кг     | 16 липня 1986     | ХК Дунауйварош |
| 12        | Балаж Лада     | Л         | 182 см    | 88 кг     | 14 червня 1983    | Сапа Фехервар  |
| 14        | Тамаш Пожгаї   | Л         | 183 см    | 80 кг     | 26 липня 1988     | ХК Дунауйварош |
| 27        | Тамаш Шілле    | Л         | 177 см    | 88 кг     | 23 листопада 1969 | Сапа Фехервар  |

| Нападники | Нападники         | Нападники | Нападники | Нападники | Нападники       | Нападники         |
| #         | Гравець           | Хват      | Зріст     | Вага      | Дата народження | Команда           |
| --------- | ----------------- | --------- | --------- | --------- | --------------- | ----------------- |
| 2         | Чаба Ковач        | Л         | 178 см    | 83 кг     | 18 березня 1984 | Сапа Фехервар     |
| 9         | Андраш Бенк       | Л         | 189 см    | 93 кг     | 3 вересня 1987  | Сапа Фехервар     |
| 10        | Мартон Ваш        | Л         | 189 см    | 92 кг     | 2 березня 1980  | Сапа Фехервар     |
| 11        | Балаж Ладаньї А   | П         | 178 см    | 82 кг     | 6 січня 1976    | Сапа Фехервар     |
| 15        | Нікандрос Галаніс | Л         | 182 см    | 75 кг     | 14 липня 1988   | ХК Дунауйварош    |
| 18        | Ладіслав Сікорчин | П         | 184 см    | 82 кг     | 14 жовтня 1985  | Сапа Фехервар     |
| 20        | Іштван Шофрон     | Л         | 186 см    | 81 кг     | 24 лютого 1988  | Сапа Фехервар     |
| 21        | Янош Ваш          | Л         | 186 см    | 92 кг     | 29 січня 1984   | Троя-Люнгбю       |
| 22        | Янош Харі         | Л         | 175 см    | 74 кг     | 3 травня 1992   | МОДО Ерншельдсвік |
| 23        | Арпад Міхай       | Л         | 188 см    | 99 кг     | 27 червня 1980  | Сапа Фехервар     |
| 25        | Балінт Магоші     | П         | 188 см    | 92 кг     | 15 серпня 1990  | ХК Дунауйварош    |
| 28        | Іштван Барталіш   | Л         | 184 см    | 84 кг     | 7 вересня 1990  | Троя-Люнгбю       |

Тренерський штаб
- Кевін Прімо — головний тренер
- Дж. Патрік Макколлум — асистент тренера
- Джек Каммінгс — асистент тренера